# هجوم مدرسة قازان
هجوم مدرسة قازان في 11 مايو 2021 وقع هجوم في مدرسة صالة للألعاب الرياضية رقم 175 في قازان، تتارستان روسيا. توفي 9 أشخاص بعد الهجوم (7 طلاب وشخصان بالغان)، بينما أصيب 21 آخرون على الأقل.

## الأحداث

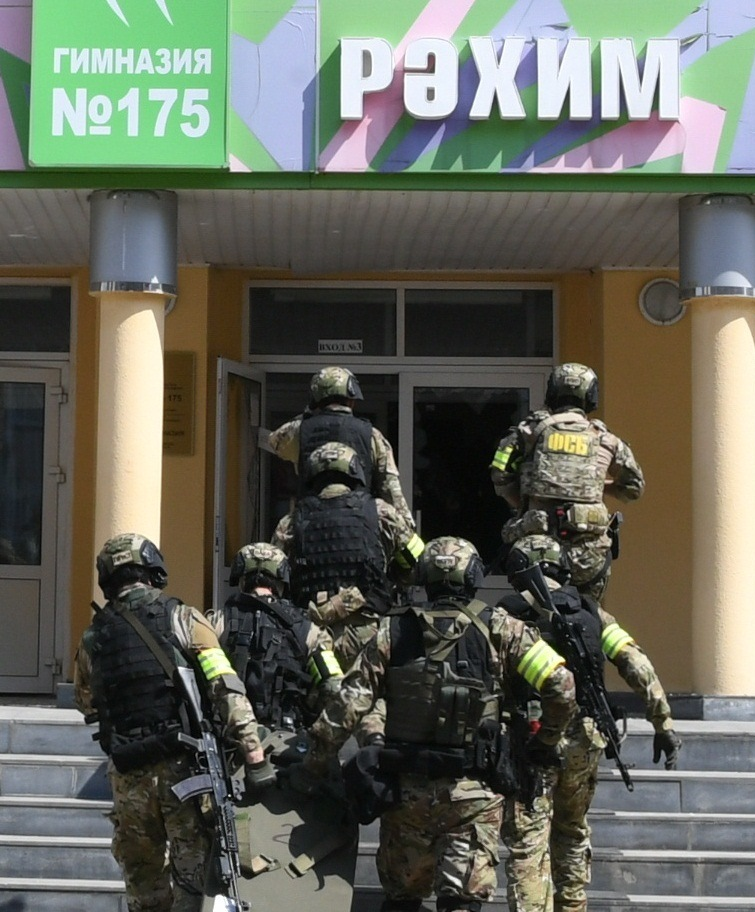
أفراد وحدة خاصة من خدمة الأمن الاتحادية يدخلون المدرسة حيث وقع الحادث

وقع إطلاق نار جماعي في صالة للألعاب الرياضية رقم 175، وهي مدرسة في قازان الروسية، كان بها 714 طالبًا و70 موظفًا. قبل بدء إطلاق النار كان هناك تقرير عن وقوع انفجار. في الساعة 9:20 صباحًا بتوقيت موسكو (6:20 بالتوقيت العالمي) تم إيقاف مسلح عند المدخل الرئيسي بواسطة نظام أمني يتطلب بطاقة. أطلق المسلح النار عندما حاول الشخصان الحارسان منعهما من الدخول. أصيب كلاهما، أحدهما ضابط فني تمكن من الضغط على إشارة الذعر في الساعة 9:25. هرب العديد من الطلاب بالقفز من نافذة في الطابق الثالث. تم إخلاء المدرسة في غضون عشرين دقيقة.
نُشرت لقطات فيديو داخل المدرسة وخارجها على وسائل التواصل الاجتماعي، ويبدو أنها تُظهر الطلاب وهم يستخدمون نوافذ الفصل الدراسي للهروب، وممرات المدرسة مليئة بالممتلكات الشخصية ورجل احتجزته الشرطة. أنقذ رجال الإطفاء 23 شخصًا في الطابق الثالث من المدرسة.

## الضحايا

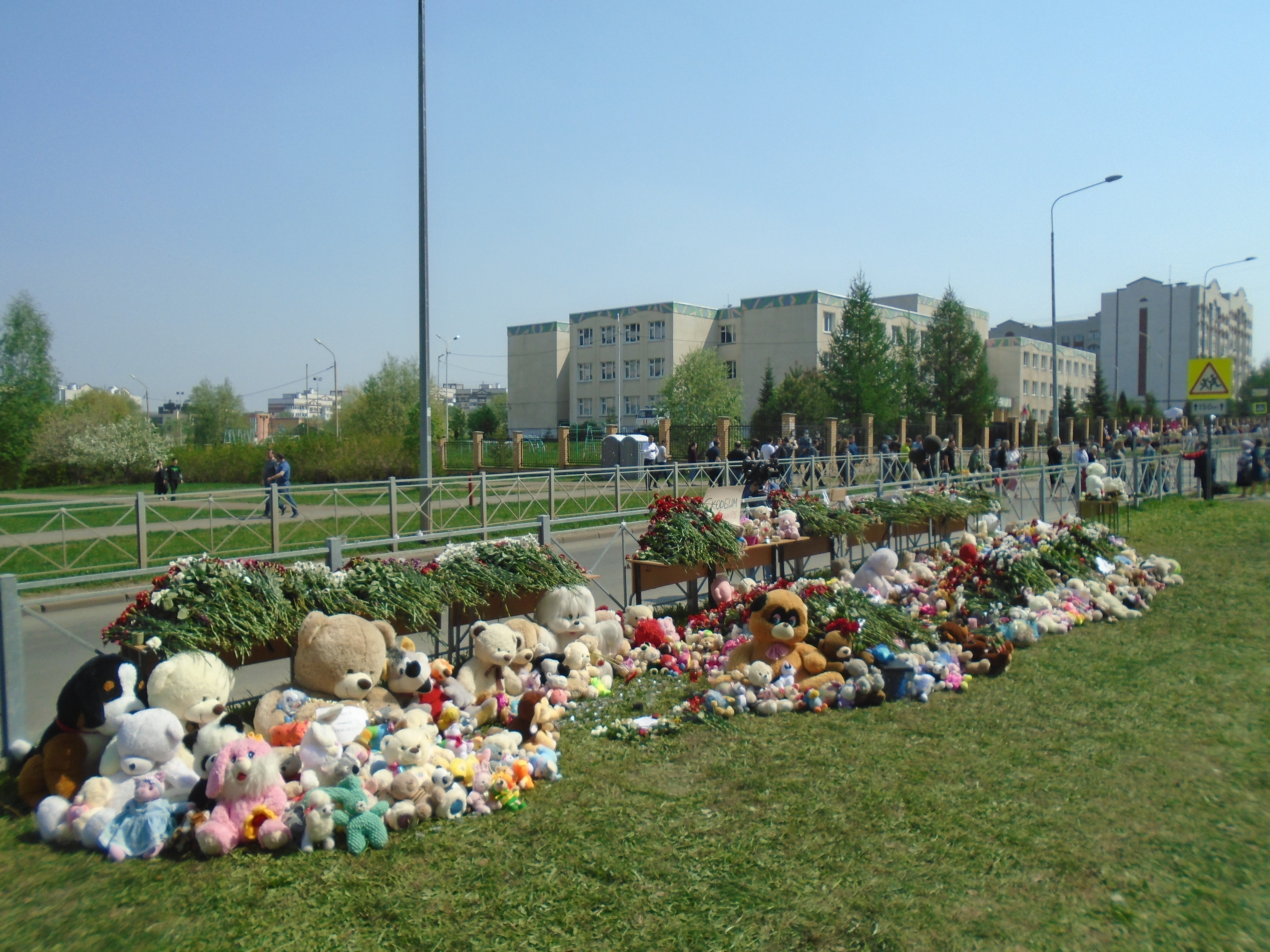
بعد هجوم مدرسة قازان

قُتل سبعة طلاب في الصف الثامن وشخصان بالغان أثناء إطلاق النار. كان هناك 18 طالبًا أصيبوا بجروح تتراوح أعمارهم بين 7 و15 عامًا وجرح ثلاثة بالغين. زعمت تقارير سابقة من وكالة أنباء حكومية أن بعض المتوفين من الطلاب أصيبوا بجروح من القفز من نوافذ الطابق الثالث هربا من مطلق النار.

## المشتبه بهم

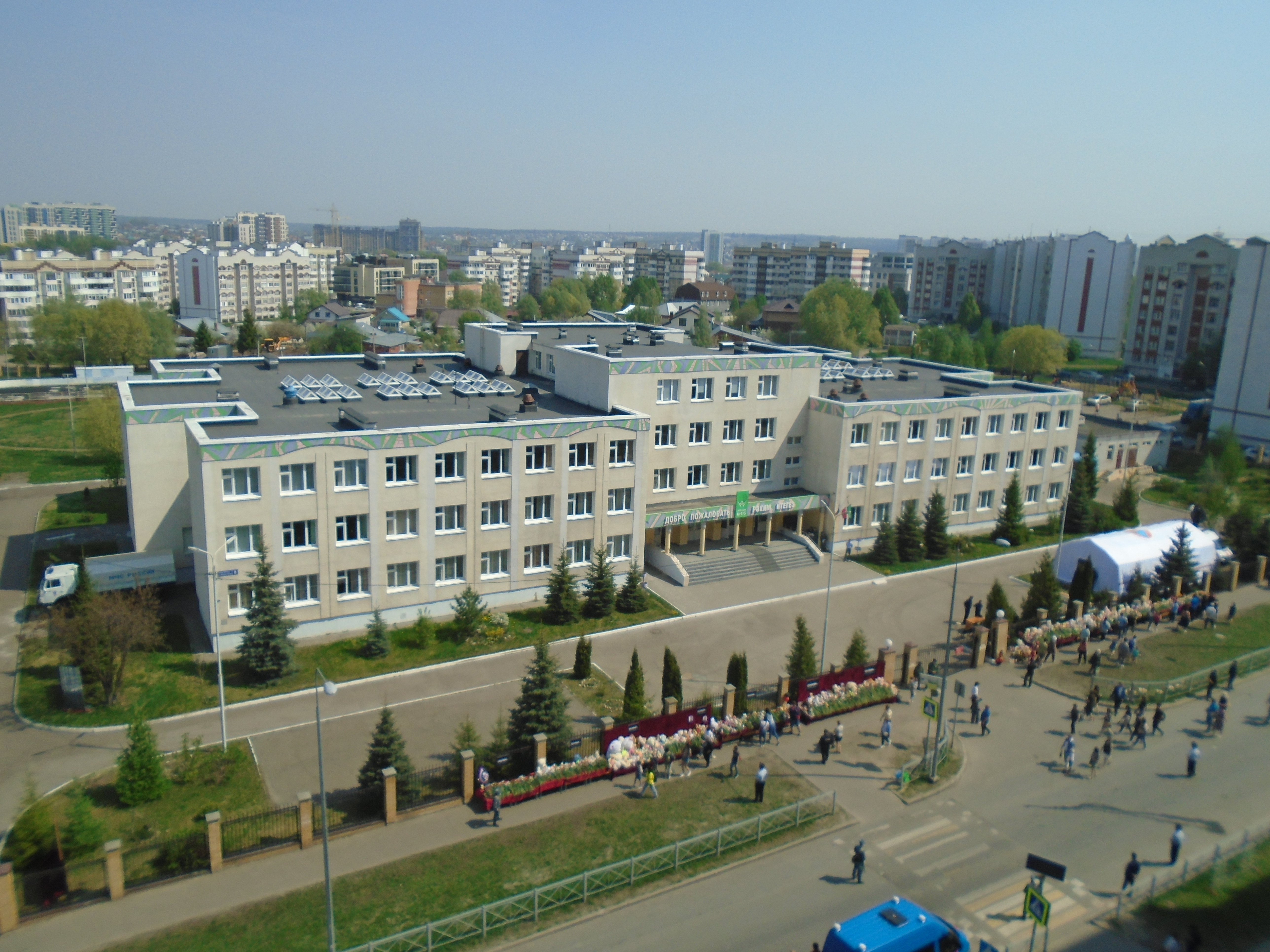
بعد الهجوم على مدرسة قازان (2021-05-12)

تم اعتقال مشتبه به يبلغ من العمر 19 عامًا تخرج من المدرسة قبل أربع سنوات. تم تسجيل سلاح هاتسان إسكورت بي إس الناري الذي استخدمه المشتبه به البالغ من العمر 19 عامًا رسميًا قبل أسبوعين.
ورد أن مشتبهًا مسلحًا آخر قُتل في فصل دراسي بالطابق الرابع، لكن لم يتم تأكيد هذه التقارير من قبل رئيس تتارستان.

### الإجراءات القانونية
أقر غاليافييف بأنه مذنب بقتل شخصين أو أكثر (القانون الجنائي لروسيا، المادة 105، الجزء 2) والذي يعاقب عليه بالسجن مدى الحياة (يساوي عقوبة الإعدام في روسيا الحديثة). كما احتُجز حتى 11 يوليو.

## ما بعد الهجوم
تم إلغاء جميع فصول الدوام الثاني في قازان، وتم تقييد مداخل مدارس قازان. بعد الوصول إلى المدرسة تم إنشاء نظام لمكافحة الإرهاب. تمت إزالته في الساعة 15:47. بالإضافة إلى ذلك تم إعلان يوم 12 مايو يوم حداد. تم إلغاء الفعاليات الثقافية والترفيهية يومي 11 و12 مايو.
تخطط سلطات تتارستان لإرسال مبلغ مليون روبل لعائلات المتوفين وما بين 400 إلى 200 ألف روبل لعائلات المصابين.

### مقترحات مراقبة السلاح
أعرب الرئيس فلاديمير بوتين عن تعازيه لأقارب الضحايا وأمر الحكومة بتشديد قوانين الأسلحة في البلاد. صرح فاسيلي بيسكاريف رئيس لجنة مجلس الدوما للأمن ومكافحة الفساد أنه سيتم النظر في مشروع قانون لفرض قيود أكثر صرامة على الحصول على رخصة السلاح في 12 مايو، وأنه يمكن النظر في مشروع القانون من قبل مجلس الدوما في 18 مايو.
شدد أمين المجلس العام لروسيا المتحدة أندري تورتشاك على الحاجة إلى تشديد التشريعات المتعلقة بالاتجار بالأسلحة وإيجاد مقاربات أفضل لحماية المدارس.
اقترحت أمين المظالم المعني بحقوق الإنسان تاتيانا موسكالكوفا رفع سن الحصول على سلاح إلى 21 سنة.